# A (album de Pan Sonic)
Pour les articles homonymes, voir A.
Albums de Pan Sonic
Kulma
(1997) Aaltopiiri
(2001)
A est le troisième album du groupe finlandais de musique électronique Pan Sonic, paru le 22 février 1999 sur le label Blast First.
Il fait suite à Kulma, sorti en 1997, et à Endless, un album en collaboration avec le chanteur Alan Vega, paru en 1998.

## Changement de nom
Avec cette publication, le groupe qui opérait auparavant sous le nom Panasonic a modifié son nom. Ayant reçu en 1998 une plainte de la part de la marque japonaise d'électronique, le groupe a décidé d'abandonner une lettre: Panasonic devient Pan Sonic. La lettre A, absente de la pochette mais visible sur la tranche, est devenue ironiquement le titre de l'album.
Cet album est suivi en mars 1999 par un EP intitulé B, comportant quatre titres.

## Liste des morceaux
Les faces indiquées sont celles de la version double-vinyle.
| 1. | Maa       | 6:27 |
| 2. | Pala      | 0:29 |
| 3. | Lomittain | 3:50 |
| 4. | Joskus    | 1:32 |
| 5. | Askel     | 5:15 |

| 6. | Ahdin    | 2:15 |
| 7. | A-Kemia  | 5:01 |
| 8. | Johto 1  | 4:23 |
| 9. | Havainto | 3:31 |

| 10. | Etäisyys | 2:26 |
| 11. | Aleneva  | 4:03 |
| 12. | Aktiivi  | 1:32 |
| 13. | Rajatila | 5:24 |

| 14. | Johto 2 | 4:38 |
| 15. | Telakoe | 2:59 |
| 16. | Särmays | 1:14 |
| 17. | Voima   | 9:13 |